# 妙教寺 (京都市伏見区)
妙教寺（みょうきょうじ）は京都府京都市伏見区にある法華宗真門流の寺である。

## 歴史
大圓山妙教寺は、宝泉院日孝を開山とし、大阪の富豪であった法華又左衛門貞清が開創。寛永年間に、当時の淀城主松平定綱が寺地を寄進し、寺域を整備した。鳥羽・伏見の戦いで被災し、境内に戦死した幕兵の碑がある。

## 建造物
- 本堂 - 寄棟造り。天保11年（1840年）建立。
- 門
- 妙見堂
- 庫裏
- 鐘楼

## 文化財
- 妙教寺文書

## 説話等

### 小満・小女郎
かつて妙教寺には、住職により小満・小女郎と名付けられた夫婦狐が住んでいた。
ある時小満・小女郎は勝手に寺の買物帳を持ち出して綿を買い、子狐に着せたり床に敷いたりしていたが、住職に気づかれ寺を追い出される事となった。
狐たちはまっすぐ鳥羽街道を京へ上ったが、食うものもなく子連れの難儀さに、とうとう千本御池あたりで小満は倒れてしまった。
その地の貧乏な老夫婦に助けられた狐たちは、お礼にせんべいを作って売るように老夫婦に勧めたところ、美味しさから飛ぶように売れ、老夫婦は出世し金持ちとなった。
この経緯が京に広まり、出世稲荷と名付けられた社が作られ、小満・小女郎は稲荷のお使いとして崇められるようになった。
その後、夫婦狐は住職の夢枕に立ち、昔の罪を詫びるとともに、今後は寺の鎮守として寺を守ることを誓ったという。
妙見堂の前に、妙教寺鎮守小満小女郎の塚が築かれている。

## ギャラリー

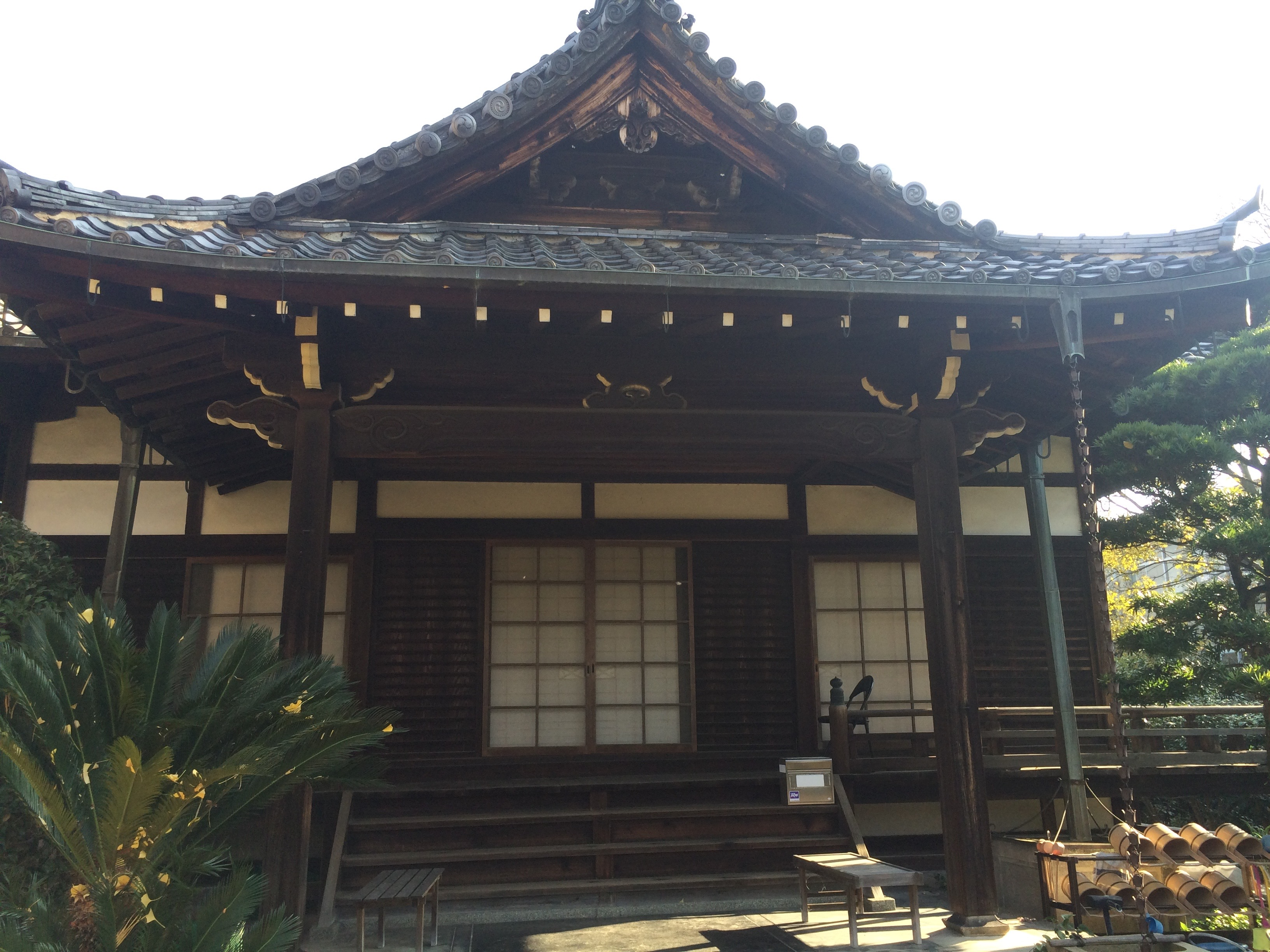
本堂
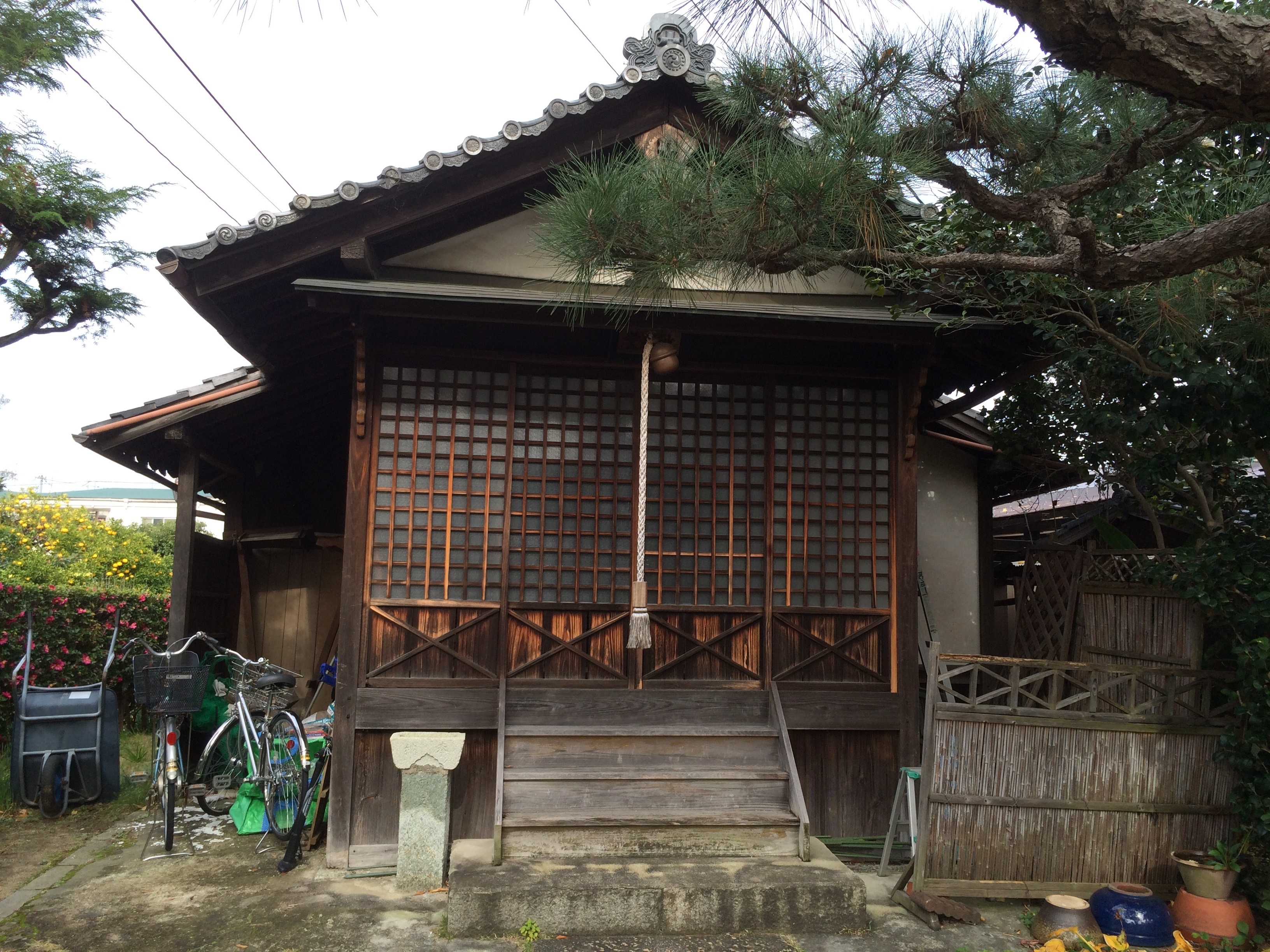
妙見堂
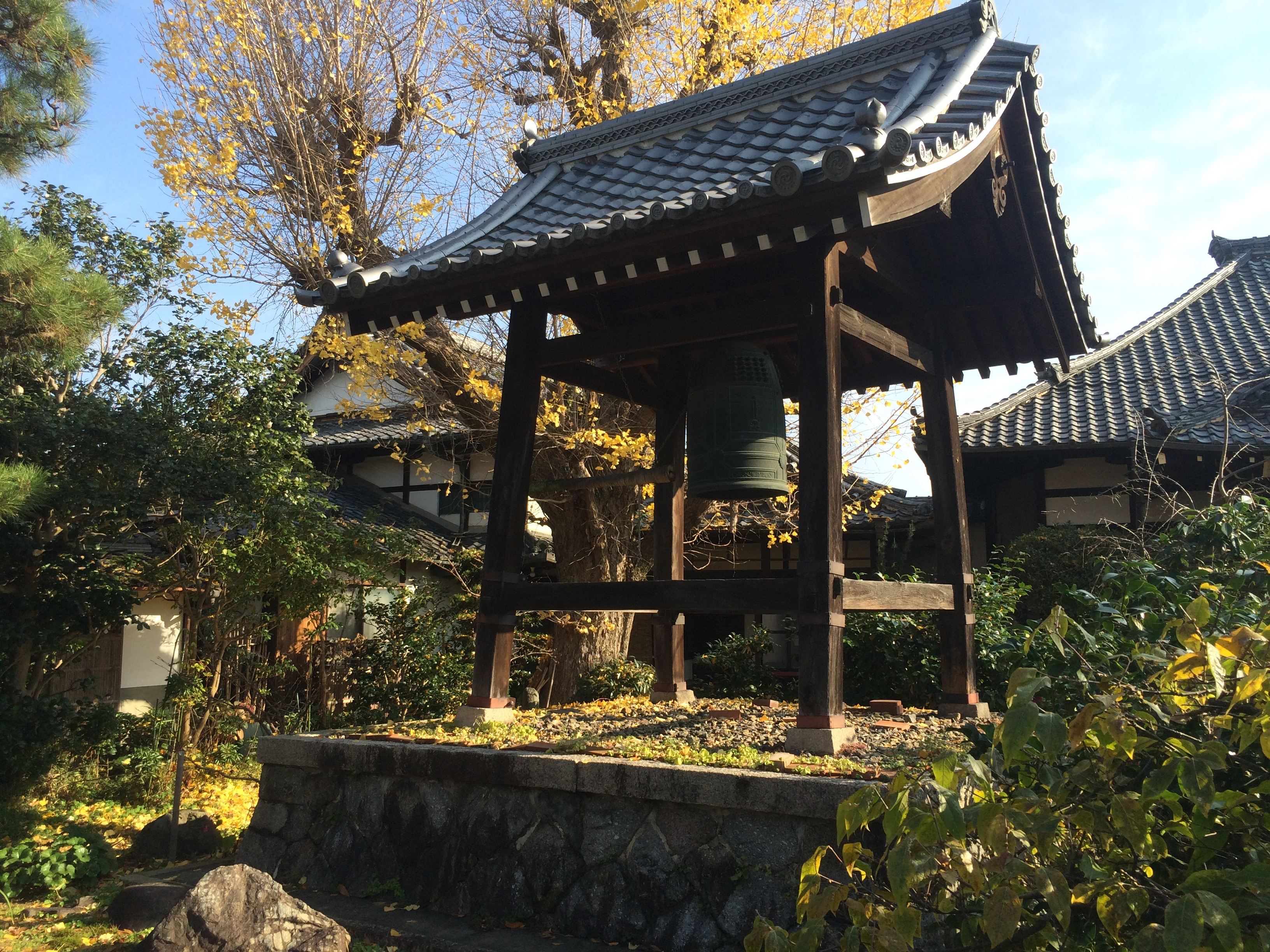
鐘楼
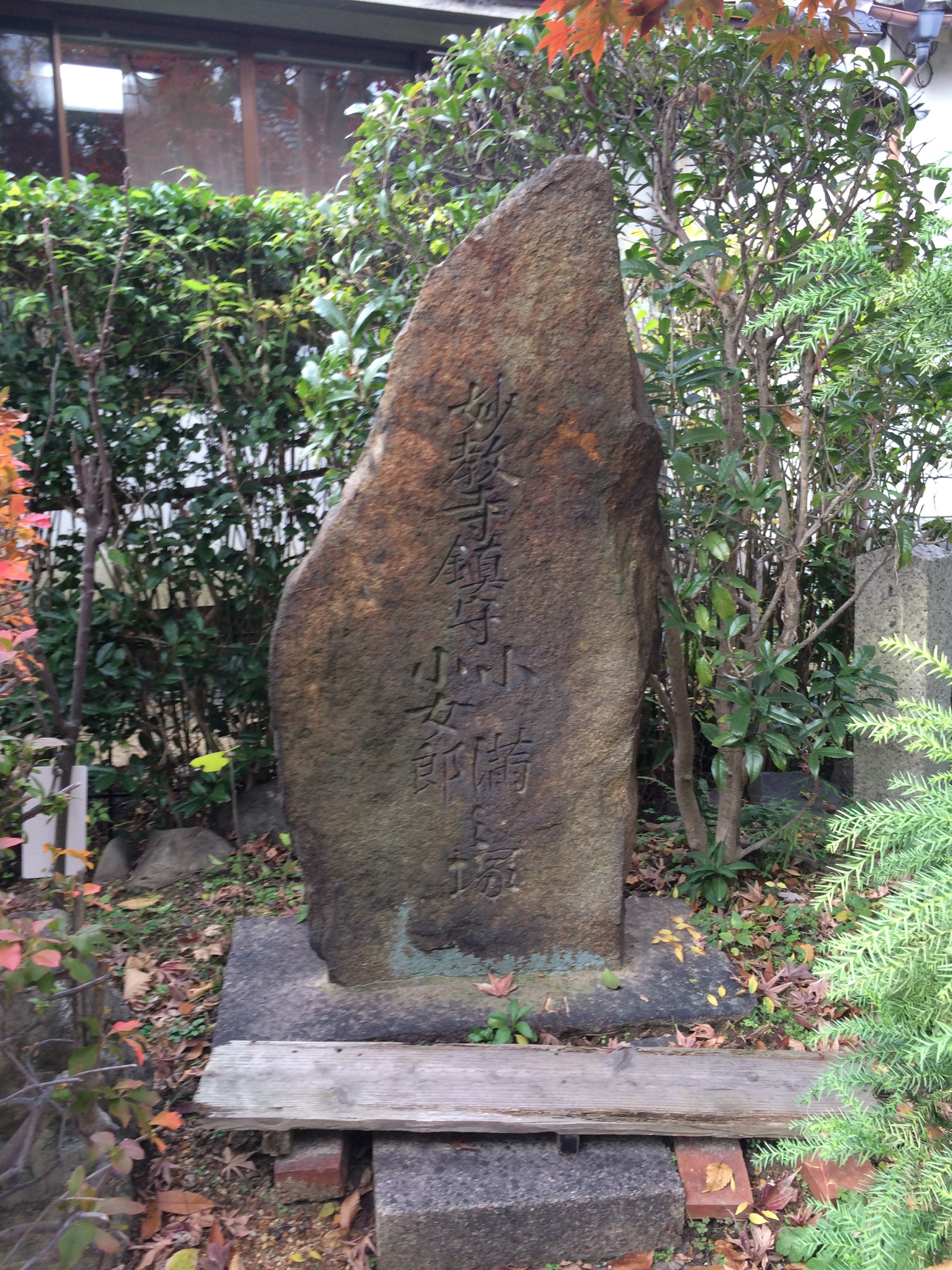
小満小女郎の塚
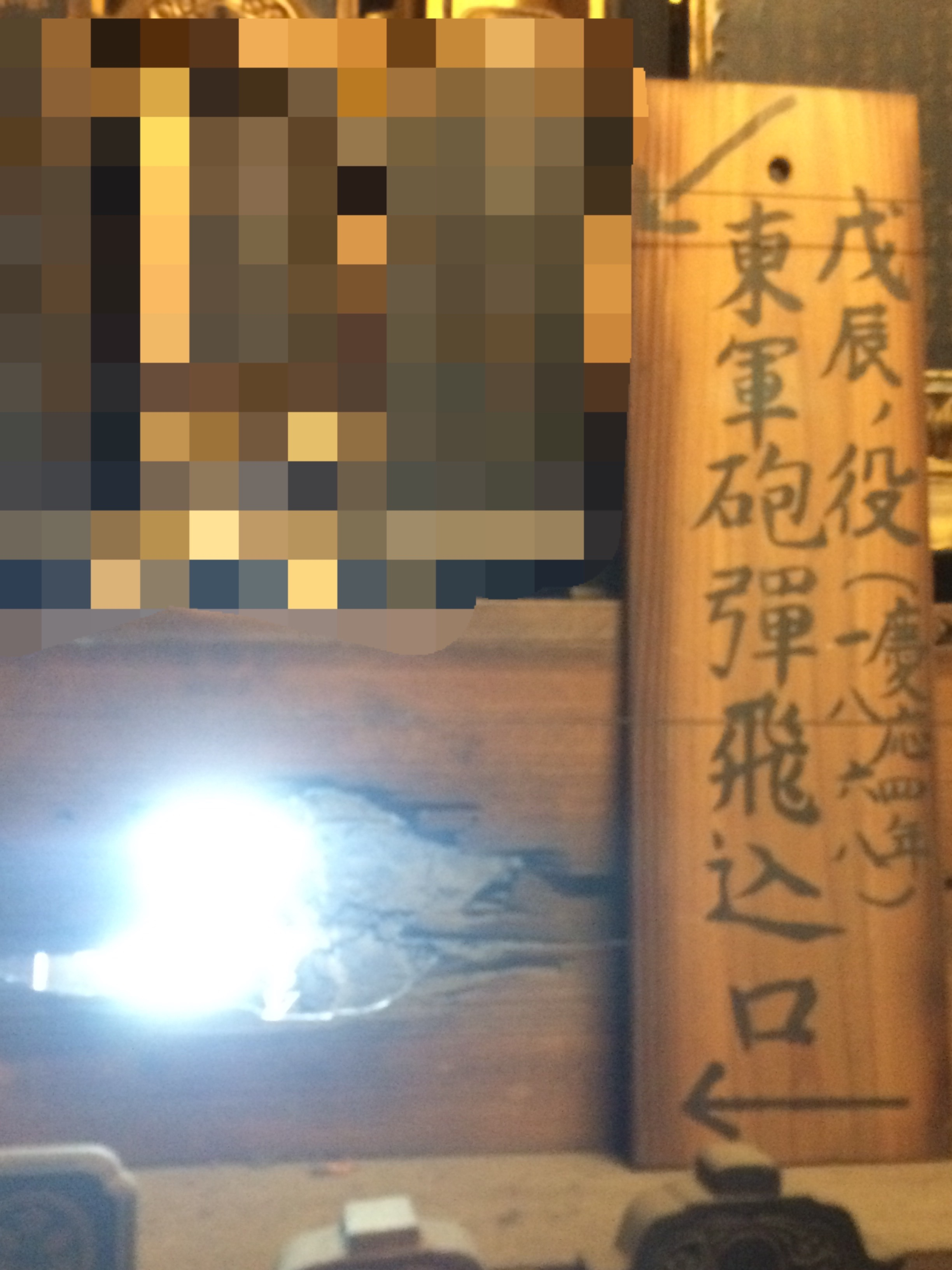
本堂、戊辰戦争の砲弾侵入穴
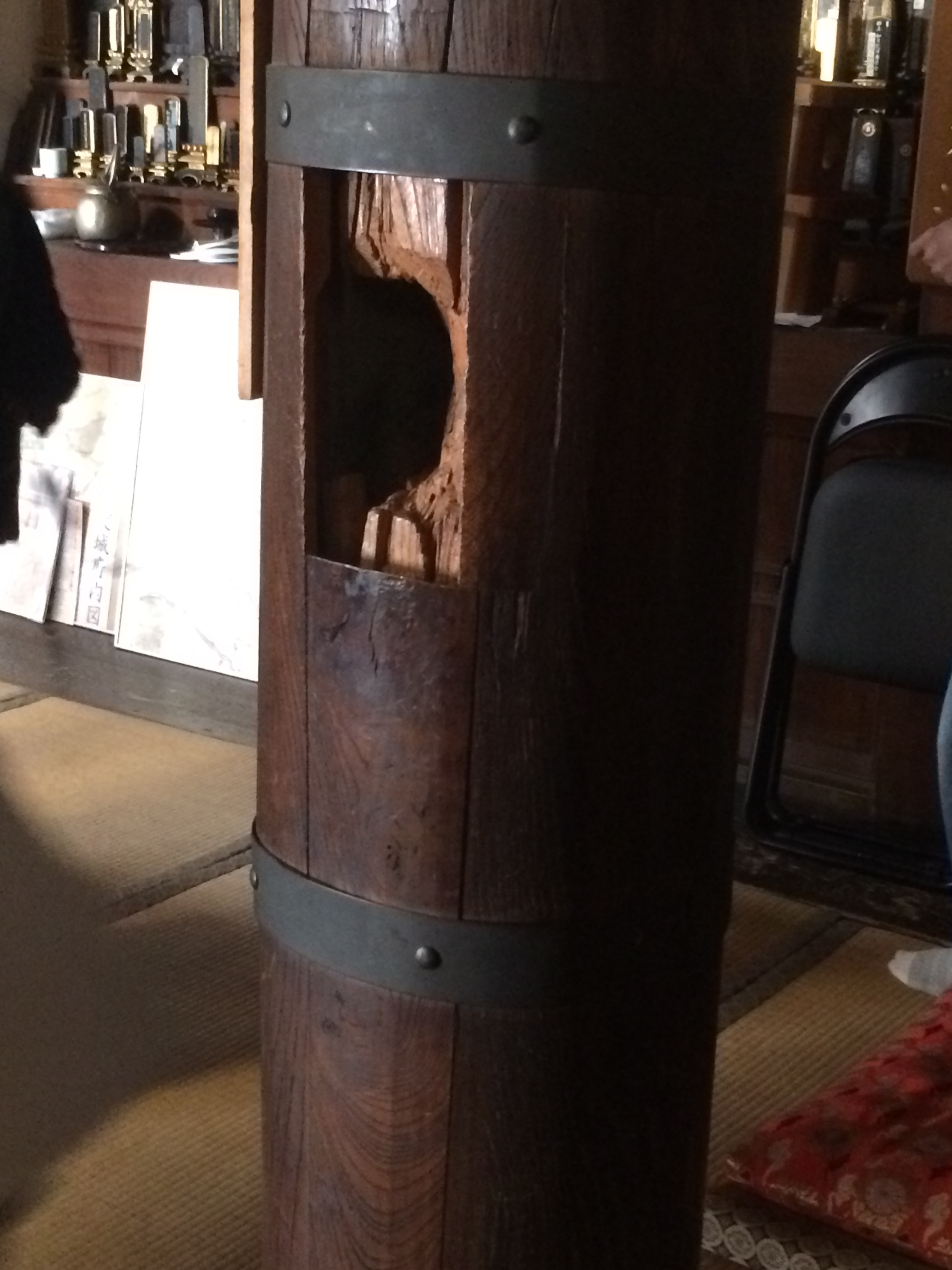
砲弾が貫いた柱

## アクセス
- 京阪電気鉄道京阪本線淀駅下車　徒歩10分